# لیگ برتر هندبال زنان ایران
لیگ برتر هندبال زنان ایران بالاترین سطح مسابقات کشوری هندبال بانوان در ایران است.

## پیشینه لیگ هندبال زنان ایران

### دوران پهلوی

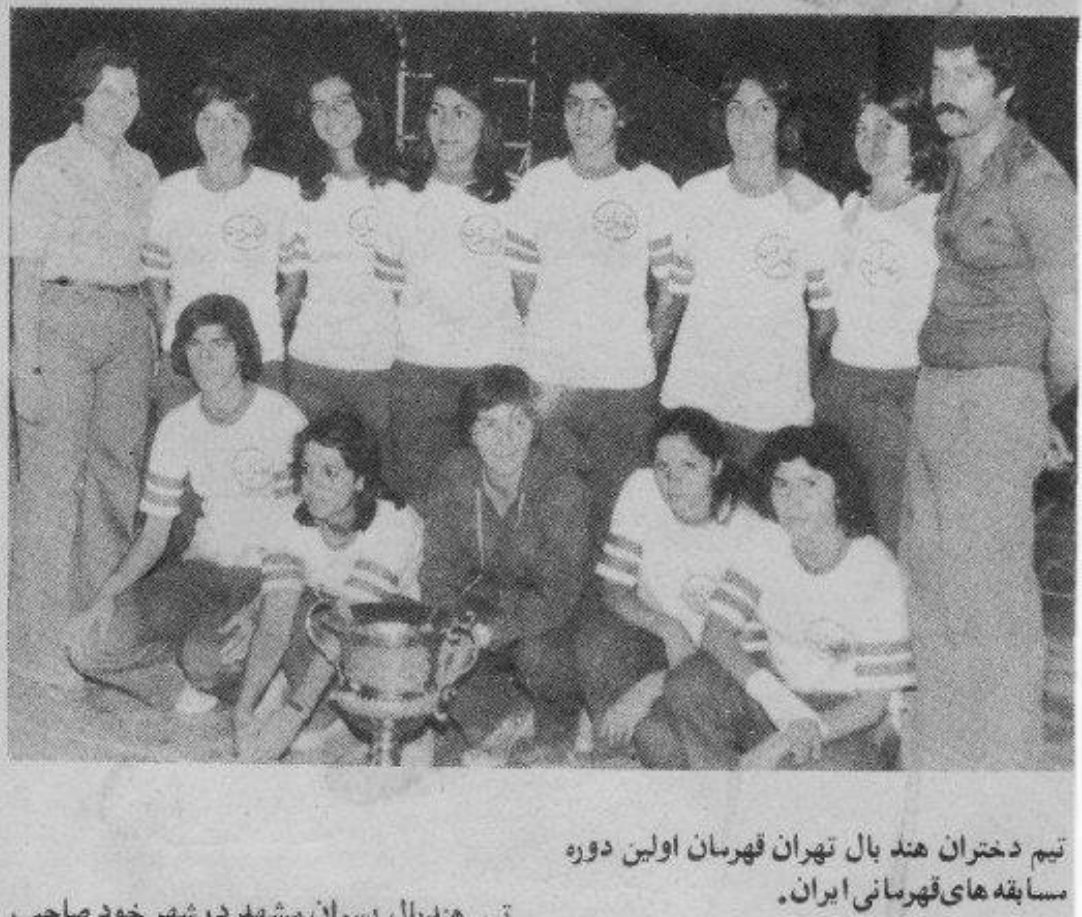
تیم دختران هندبال تهران قهرمان اولین دوره مسابقات کشوری در مشهد.

- نخستین مسابقات هندبال بانوان، مسابقات آموزشگاهی سال ۱۳۴۹ بود که برای نخستین بار تیم‌های دختران دانش‌آموز نیز در مسابقه‌های هندبال شرکت کردند که تیم‌های شهرستانهای تربت حیدریه، نیشابور و آبادان به ترتیب مقام‌های اول تا سوم را بدست آوردند.[۱] در سال‌های بعد تیم تهران نیز قهرمان این مسابقات شد.[۲]
- اولین دوره مسابقه‌های هندبال قهرمانی کشور در سال ۱۳۵۴ در مشهد برگزار شد. این مسابقات با شرکت ۶ تیم بانوان کرمانشاهان، تبریز، تهران، خراسان، همدان و کرمان به صورت دوره‌ای برگزار شد و تیم دختران تهران بدون شکست به قهرمانی رسید و تیم‌های تبریز و خراسان به مقام‌های دومی و سومی رسیدند.[۳]

| دوره | فصل  | قهرمان | نایب‌قهرمان | جایگاه سوم |
| ---- | ---- | ------ | ---------- | ---------- |
| ۱    | ۱۳۵۴ | تهران  | تبریز      | خراسان     |
| ۲    | ۱۳۵۵ |        |            |            |
| ۳    | ۱۳۵۶ |        |            |            |
| ۴    | ۱۳۵۷ |        |            |            |

### پس از انقلاب ۱۳۵۷ تا پیش از آغاز لیگ برتر
هندبال بانوان پس از انقلاب در سال ۱۳۷۰ مجدداً شروع به کار کرد.
- اولین دوره مسابقه‌های قهرمانی کشور در دسته بانوان پس از انقلاب، در سال ۱۳۷۰ برگزار شد که تیم کهگیلویه و بویراحمد به مقام قهرمانی رسید.[۱]
- پیش از برگزاری مسابقات لیگ برتر هندبال زنان ایران مسابقات لیگ دستجات آزاد هندبال بانوان در سطح کشور برگزار می‌شد.  دومین دوره مسابقه‌های هندبال قهرمانی باشگاه‌های بانوان ایران در آذر ماه ۱۳۷۸ به پایان رسید. در این مسابقات تیم‌های ذوب‌آهن اصفهان، هما تهران، رسالت شرق تهران، کابل خودرو سبزوار، بسیج مقاومت کرمان و حجاب تهران حضور داشتند. در پایان تیم‌های ذوب آهن اصفهان، رسالت شرق تهران و هما تهران به ترتیب به مقام‌های اول تا سوم دست یافتند.[۵] پنجمین دوره این مسابقات در سال ۱۳۸۰ برگزار شد.[۶][۷]

لیگ دسته یک کشوری هندبال ایران برای اولین بار در سال ۱۳۷۵ شکل گرفت. مسابقاتی که با تاسیس لیگ برتر، اکنون به عنوان سطح دوم لیگ هندبال بانوان ایران شناخته می شود. در سال‌های گذشته تیم‌های برتر مسابقات زیرگروه لیگ برتر هندبال بانوان باشگاه‌های کشور به لیگ برتر صعود می‌کردند. در حال حاضر تیم‌های برتر لیگ دسته یک به مسابقات لیگ برتر صعود می‌کنند.
- نخستین دوره مسابقات در سال ۱۳۷۵ به صورت رفت و برگشت برگزار شد که تیم‌های ذوب آهن اصفهان، تربیت بدنی کهگیلویه و بویراحمد، استقلال پایانه‌های شیراز و تریبت بدنی خراسان به مرحله نهایی صعود کردند تا با یکدیگر در یک گروه و به صورت دوره‌ای دیدار کنند تا قهرمان مسابقات مشخص شود. تیم‌های پولاد مبارکه، پیروزی تهران و همای تهران نیز در این دوره از مسابقات شرکت داشتند.[۱۱]
- دومین دوره مسابقه‌های لیگ هندبال بانوان کشور ۱۵ بهمن‌ماه ۱۳۷۶ با شرکت ۱۵ تیم آغاز شد. مسابقات در چهار گروه به صورت رفت و برگشتی برگزار شد. تیم‌های ذوب آهن اصفهان، کرمان، آذربایجان غربی و فولاد مبارکه، اصفهان، خراسان، مازندران، متروی تهران و آذربایجان شرقی در گروه‌های اول و دوم شرکت داشتند.[۱۲]
- سومین دوره لیگ کشوری باشگاه‌ها در اردیبهشت ۱۳۷۸ پایان یافت.[۴] سومین دوره مسابقات با شرکت ۱۲ تیم در ۳ گروه چهار تیمی برگزار شد. تیم‌های شرکت کننده در این مسابقات عبارتند از: گروه اول: مقاومت کرمان، تربیت بدنی کرمانشاه، همای تهران و تربیت بدنی گلستان، گروه دوم: تربیت بدنی فارس، فولاد مبارکه اصفهان، اداره کل تربیت بدنی دانشگاه آزاد اسلامی و تبریز، گروه سوم: تربیت بدنی خراسان، تربیت بدنی زنجان، تربیت بدنی گیلان و برق کرمان.[۱۳]

| دوره | فصل       | قهرمان          | نایب‌قهرمان          | جایگاه سوم        |
| ---- | --------- | --------------- | ------------------- | ----------------- |
| ۱    | ۱۳۷۵–۱۳۷۶ |                 |                     |                   |
| ۲    | ۱۳۷۶–۱۳۷۷ |                 |                     |                   |
| ۳    | ۱۳۷۷–۱۳۷۸ | تربیت بدنی فارس | فولاد اصفهان        | مقاومت بسیج کرمان |
| ۴    | ۱۳۷۸–۱۳۷۹ |                 |                     |                   |
| ۵    | ۱۳۷۹–۱۳۸۰ |                 |                     |                   |
| ۶    | ۱۳۸۰–۱۳۸۱ |                 |                     |                   |
| ۷    | ۱۳۸۱–۱۳۸۲ | ذوب آهن اصفهان  | فولاد مبارکه سپاهان | پیام تهران        |

## قهرمانان
- اولین دوره مسابقات لیگ برتر که با شرکت ۶ تیم برگزار می‌شد، ۱۳ اسفندماه ۱۳۸۴ با قهرمانی شهرداری شیراز به پایان رسید. تیم ذوب آهن اصفهان با یک امتیاز اختلاف نایب قهرمان شد و تیم فولاد مبارکه سپاهان به مقام سومی رسید.[۲۰]
- دومین دوره لیگ برتر در سال ۱۳۸۵ با شرکت ۵ تیم هیئت هندبال فارس، فولاد مبارکه سپاهان، ذوب آهن اصفهان، شهرداری تبریز و شهرداری کرمان برگزار شد.[۲۱][۲۲]
- سومین دوره لیگ برتر در سال ۱۳۸۶ با قهرمانی زودهنگام فولاد مبارکه سپاهان همراه شد.[۲۳]

| دوره | فصل  | قهرمان               | نایب‌قهرمان           | جایگاه سوم                            |
| ---- | ---- | -------------------- | -------------------- | ------------------------------------- |
| ۱    | ۱۳۸۴ | شهرداری شیراز        | ذوب آهن اصفهان       | سپاهان اصفهان                         |
| ۲    | ۱۳۸۵ |                      |                      |                                       |
| ۳    | ۱۳۸۶ | سپاهان اصفهان        |                      |                                       |
| ۴    | ۱۳۸۷ | ذوب آهن اصفهان       | هیئت هندبال فارس     | سپاهان اصفهان                         |
| ۵    | ۱۳۸۸ | ذوب آهن اصفهان       | هیئت هندبال فارس     | پرسپولیس تهران                        |
| ۶    | ۱۳۸۹ | هیئت هندبال فارس     | ذوب آهن اصفهان       | سپاهان اصفهان                         |
| ۷    | ۱۳۹۰ | ثامن الحجج سبزوار    | زیتون کرمان          | ذوب آهن اصفهان                        |
| ۸    | ۱۳۹۱ | ثامن الحجج سبزوار    | بیمه رازی تهران      | شهید شکوهی کردستان                    |
| ۹    | ۱۳۹۲ | ثامن الحجج سبزوار    | شهرداری سنندج        | ثامن الحجج تهران                      |
| ۱۰   | ۱۳۹۳ | ثامن الحجج سبزوار    | شهرداری سنندج        | تأسیسات دریایی تهران                  |
| ۱۱   | ۱۳۹۴ | ثامن الحجج سبزوار    | شهرداری سنندج        | تأسیسات دریایی تهران                  |
| ۱۲   | ۱۳۹۵ | شهید چمران لارستان   | تأسیسات دریایی تهران | ذوب آهن اصفهان                        |
| ۱۳   | ۱۳۹۶ | تأسیسات دریایی تهران | نفت و گاز گچساران    | شهید چمران لارستان                    |
| ۱۴   | ۱۳۹۷ | شهید چمران لارستان   | تأسیسات دریایی تهران | ذوب آهن اصفهان                        |
| ۱۵   | ۱۳۹۸ | اشتاد سازه مشهد      | نیروی زمینی کازرون   | تأسیسات دریایی تهران                  |
| ۱۶   | ۱۳۹۹ | اشتاد سازه مشهد      | نیروی زمینی کازرون   | سپاهان اصفهان                         |
| ۱۷   | ۱۴۰۰ | سپاهان اصفهان        | تأسیسات دریایی تهران | نیروی زمینی کازرون کیهان پالایش ملایر |
| ۱۸   | ۱۴۰۱ | سنگ آهن بافق         | نیروی زمینی کازرون   | سپاهان اصفهان                         |
| ۱۹   | ۱۴۰۲ | سنگ آهن بافق         | فولاد هرمزگان        | زاگرس جنوبی کازرون                    |
| ۲۰   | ۱۴۰۳ |                      |                      |                                       |